# تصوير تحت الماء

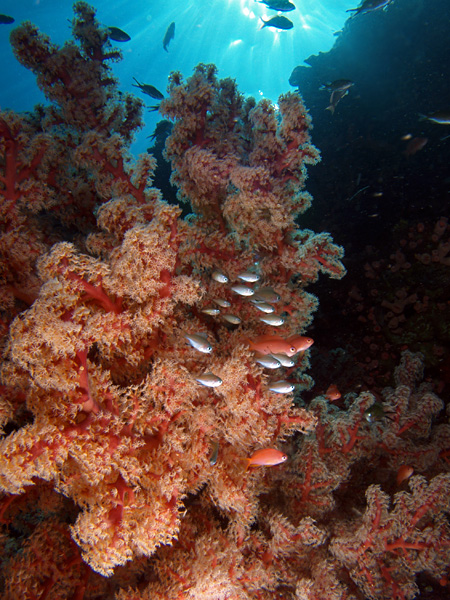
صورة تحت الماء

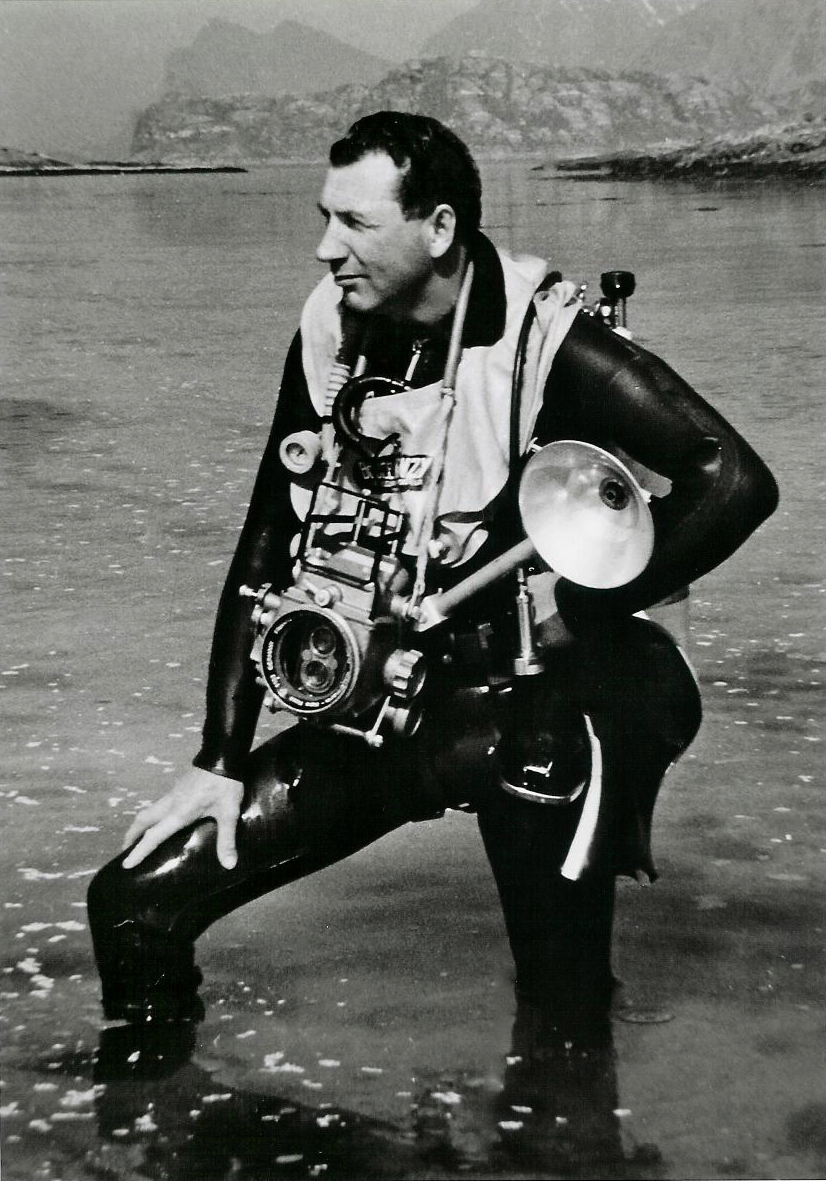
أود هنرك جونسن,وهو الرائد النرويجى للغوص بآلة تصوير تحت الماء

التصوير تحت الماء هو عملية التقاط الصور تحت الماء. وعادة ما يتم ذلك أثناء الغوص، ولكن يمكن القيام به أثناء الغطس، أو السباحة، أو من غواصة أو مركبة تحت الماء يتم التحكم فيها عن بعد، أو من كاميرات آلية يتم إنزالها من السطح.
التصوير تحت الماء هو شكل فني وطريقة لتسجيل البيانات. يتطلب التصوير الناجح تحت الماء عادةً معدات وتقنيات متخصصة، مما يوفر فرصًا فريدة ونادرة للتصوير. تشمل الموضوعات الشائعة الحيوانات البحرية مثل الأسماك والثدييات، لكن المصورين يلتقطون أيضًا صورًا لحطام السفن والكهوف المغمورة والمناظر الطبيعية تحت الماء واللافقاريات والأعشاب البحرية والميزات الجيولوجية والغواصين الآخرين.

## تاريخ

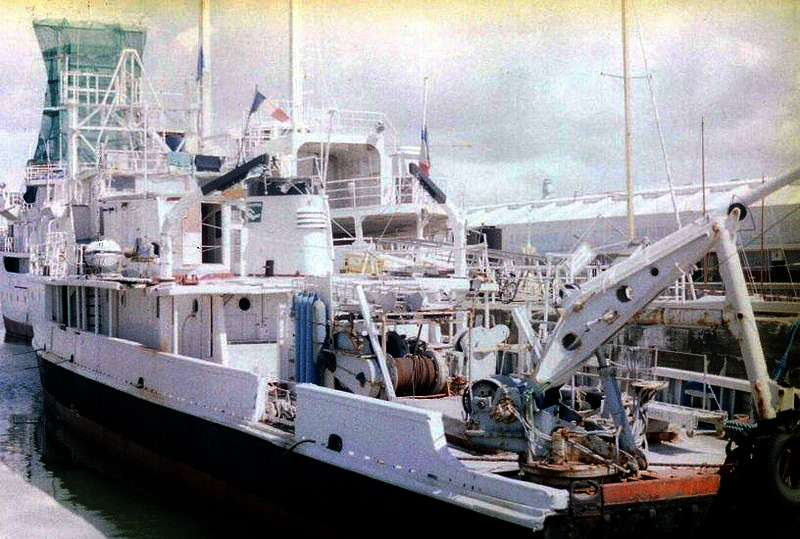
سفينة كالبيس الخاصة ب جاك ايف كوستو.

قام بالمحاولات الأولى للتصوير الفوتوغرافي تحت الماء كلّا من ويليام توميسون (1856) و لويس بوتن (1893)و دابليو إتش لونجلي وتشارلز مارتن(1923)، وأيضاً تعتبر رحلة جاك إيف كوستو على متن سفينة كالبس المتجهة نحو المحيط الهادى عام 1955 هي البداية للتصوير الفوتوغرافي الملون تحت الماء كما نعرفه اليوم. وكان جاك إيف كوستو مصطحبا للويس ماردن الذي أصدر السلسلة الأولى من الصور تحت الماء، وذلك باستخدام كاميرا IRL ألمانية (وتم إدراجها في حالة مقاومة الماء للإلتقاط الصور القريبة ) واستخدم أيضاً كاميرا لايكا ( للإلتقاط الصور البعيدة ) وهذا بفضل خبرة طاقم سفينة كالبس وبفضل الأساليب الحرفية المستخدمة – مثل تسرب المياه من شعيرات مصابيح الفلاش –وتم معالجتها باستخدام شمع ساخن ذائب وتم إدراجه في سرنجة وذلك على سبيل المثال.
وبعد ذلك، من أجل السماح بمواصلة العمل، انضم إلى طاقم السفينة بايتس لتيليهالس، في بادئ الأمر من أجل التصوير التقليدي، وبعد ذلك وفي عام 1958 أصبح ذلك من أجل التصوير تحت الماء جنبآ إلى جنب مع ماردين، وذلك بالقرب من ولاية يوكاتان. وبعد ذلك بسنوات، جرب كلا من ماردين وبايتس الأعراض الأولى للصمة الهوائية وذلك أثناء الغطس على عمق 4 متر لاكتشاف حدود التصوير تحت الماء وهذا أجبرهم على التعرض الإجباري لعلاج الضغط العالي والذي كان طويل المدى إلى حد ما وأثناء عمل فوتوشوب لجزر العذراء الأمريكية، نجح لتيليهالس في تشييد مبنى تحت الماء يسمى بعين المحيط حيث له القدرة على احتواء معدات تصويرية وأكملت هذا المبنى شركة نيكون وكانت هذه هي المرة الأولى للسماح باستخدام أجهزة من هذا النوع تحت الماء. وبعد ذلك، أدى التعاون بين للتيليهالس وديفيد دوبيلت في الجمعية الجغرافية الوطنية إلى المزيد من التطورات التصويرية، وبدأ ديفيد دوبليت في استخدام اللون وتجريب أكثر لتكنولوجيا التصوير الخاصة به، حتى استطاع التوصل للتصوير تحت الماء ويسمى ب ( أعلى /أسفل ).
قام أيموري كريستوف الذي يعمل بالجمعية الغرافية الوطنية بالاتصال بليتليهالس وماردين، وفي عام 1976 قام باختبار معدات تحت الماء من اختراعه وذلك من أجل بحث عن وحش لوخ نس ولكن لم يحدث هذا ومع ذلك ابتكر أيموري نظام جديد للإلتقاط الصور حساسة الحركة وتم استخدامها بعد ذلك في عام 1977، وفي عام 1979 تم استخدامها للإلتقاط سلسلة من الصور في المحيط الهادئ مما أدى إلى اكتشف أنواع بحرية جديدة.
وفي عام 1991 كان كريستوف المصور الذي أجرى التحقيق الصحفي الأول عن تايتانك على عمق 3800 متر (حيث كان قد تم اكتشاف موقعها ب 6 أعوام قبل ذلك) و كان ذلك داخل غواصة روسية مخصصة للأعماق الكبيرة وتسمى محطة مير الأولى، واستخدم أيضاً كشافات خاصة لإلقاء الضوء على المشاهد المراد تصويرها.

### الكرونولوجيا
في عام 1856:التقط ويليام توميسون الصورة الأولى تحت الماء مستخدما آله تصوير فوتوغرافية مثبتة على عمود.
في عام 1893:التقط لويس بوتن صورة تحت الماء أثناء الغطس باستخدام بدلة غطس.
في عام 1914:قام جون آرنست ويليامون بتصوير أول فيلم تحت الماء.
في عام 1923:صور كُلّا من دابليو إتش لونجلي وتشارلز مارتن أول صورة ملونة تحت الماء وذلك باستخدام فلاش المغنسيوم.
في عام 1954:قام هانس هاس بتصوير الفيلم الوثائقي المعروف باسم "تحت البحر الكاريبي"والذي يوجد فيه استخدام للقطات تحت الماء وجزر جوز الهند وجزر غالاباغوس.
في عام 1955:التقط لويس ماردن السلسة الأولى من الصور تحت الماء وبعد تم نشرها في الجمعية الجغرافية الوطنية وذلك باستخدام المعدات الحرفية.
في عام 1957:اخترع جان دي وترز وجاك إيف كوستو كاميرا للتصوير تحت الماء تسمى كالبفوت والتي ستنتجها فيما بعد شركة نيكون تحت اسم نيكونس.
في عام 1991:قام أيموري كريستوف بتصوير حطام سفينة تايتنك وذلك على عمق 3800 متر .

## نظرة شاملة

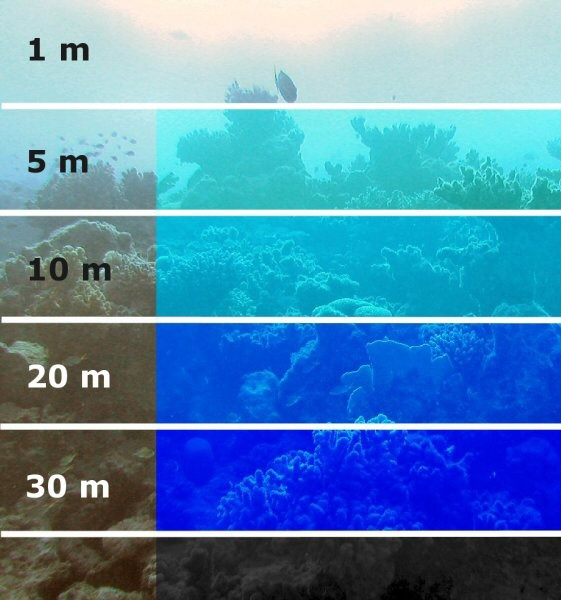
يقل امتصاص الضوء أسفل الماء عند النزول للأعماق.

يعتبر التصوير الفوتوغرافي تحت الماء نوعا خاصا من التصوير الفوتوغرافي . ففي اللحظة التي كان يحتاج فيها التصوير الفوتوغرافي معدات متخصصة وذات كفاءة وذات تقنية خاصة لكي بتم بنجاح تقدمت على الرغم من هذه المشاكل بتطورات فوتوغرافية ملحوظة : فتعد الحيوانات من الأشياء الأكثر شهرة التي تناولتها ولا يمكن أيضا إهمال الحطام والكهوف تحت الماء والمناظر الطبيعية الخلابة إلى جانب المناظر الأخرى لغواصين آخرين بشكل عام، عند التقاط الصور الفوتوغرافية تحت الماء أثناء الغطس فمن المهم أن يكون المصور الفوتوغرافي مدرب على نحو كاف بطريقة تمكنه من التحرك بشكل آمن خاصة وأنه ينبغي أن يكون لديه إعداد قوى لتجهيزات التصوير.
هناك تقنية جديدة تتيح التصوير بشكل أفضل تحت الماء وهذا منذ أن استطاع غواص هادئ مواجهه الحيوانات البحرية بدون خوف إلى جانب أن الغواصين بإمكانهم تجنب أضرار المعدات ومواجهة الظروف العصيبة كالتيارات القوية والمد والجزر وانعدام الرؤية وهذا إلى جانب غواص آخرر مدرب يستطيع مواجهة الموقف بشكل أفضل محاولا تجنبها بكل طريقة ممكنة. يكمن العائق الرئيسي في التصوير تحت الماء في القلة الشديده للألوان والاختلاف الشديد عندما يجد الشخص نفسه منغمس في الأعماق :تمتص الماء الموجات الطويلة لضوء الشمس لذلك فعادة تكتسب الصور الأطياف الزرقة والخضرة، لم يكن فقدان الألوان يرجع فقط للنزول إلى الأعماق إنما يرجع أيضا إلى عامل المسافة .لذلك فالاشياء التي تبعد عن آلة التصوير الفوتوغرافي تظهر بها ضباب وتكون غير واضحة. هناك عامل آخر يؤثر سلبيا على التقاط الصورة يتشكل في الجزيئات الصغيرة التي توجد في الماء، لذلك فتكون الصورة واضحة ومشابهة للبيئة على سطح الأرض .كما يحدث عامة في البحيرات عند الجبال وفي الكهوف وهذا التأثير يحدث سواء أكان في المياه الطبيعية أو عند الشعاب المرجانية المدارية. إن امتصاص الأشعة يقتصر على انتقاء الموجة الثانية من الموجات الطولية .فاللون الأول المختفى يكون الأحمر والذي يكون على عمق حوالي 5 متر ويتبعه كل الألوان الآتيه (البرتقالي والأصفر والأخضر والأزرق والبنفسجي) هذه المسألة تحل عن طريق وسيلتين على وجهه الخصوص.

## تقليل المسافة
تكمن التقنية الأولى في اقتراب آلة التصوير الفوتوغرافي بقدر ما أمكن من الشيؤ المصور مقللة فقدان الألوان المركبة بسبب المسافة، ففي هذة الحالة بستطيع المصورون استخدام العدسات دات الزوايا الواسعة والتي تنتج تركيز شديد وقوى أو استخدام عدسات الماكرو والتي تعمل على التركيز على مسافة قليلة من ماكينة التصوير. وفي الواقع هناك محاولة حتى لم يصبح هناك أكثر من متر من المياة بين آلة التصوير والشيء المصور.

### استخدام الفلاش

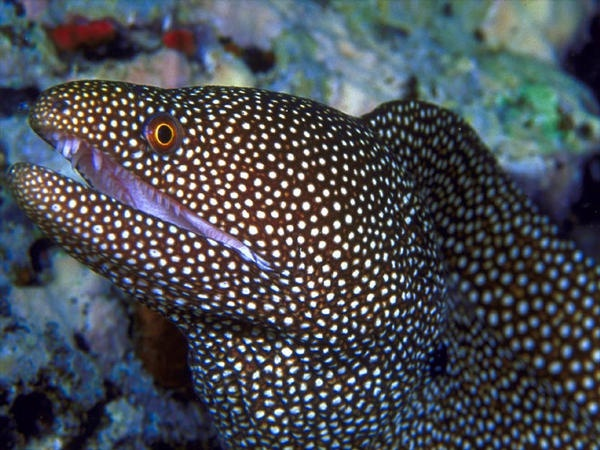
صورة لثعبان البحر موارى بواسطة وميض آلة التصويرتحت الماء

تقوم التقنية الفنية الثانية على استخدام فلاش التصوير الفوتوغرافي من أجل استعادة الألوان التي فقدت بسبب امتصاص أشعة الشمس، وهذا الفلاش إذا استخدم بطريقة صحيحة يمكن أن يستعيد كل الموجات الطويلة للضوء المرئي . ولكن استخدام الفلاش يوصف غالبا بأنه واحد من أكثر الصفات المعقدة للتصوير تحت الماء.
وبخصوص الحديث عن الاستخدام الصحيح للفلاش توجد بعض الأخطاء الشائعة والتي عادة تتعلق باستخدم الفلاش مع عدسات واسعة الزوايا. وبصفة عامة، يجب استخدام الفلاش لجعل الصورة أكثر وضوحا ولكي يعيد الألوان المفقودة حيث فقط باستخدام الفلاش ليلا أو داخل الأماكن المظلمة كالكهوف والسفن المحطمة تكون الصور مضيئة بنسبة 100% . وعادة يجب أن يبحث المصور عن خلق توازن بين أشعة الشمس وضوء الفلاش حيث في العمق ومع اختفاء الضوء وانعدام الرؤية يمكن أن تكون هذة العملية صعبة ومعقدة ولكن على أية حال لا بد من وجودها.
والآن قد سهلت الكثير من آلات التصوير الحالية هذه العملية متضمنة الكثير من طرق التوضيح، بالإضافة إلى أن استخدام نفس هذه آلات قد ساعد في عملية التصوير تحت الماء بشكل كبير حيث أنها تتيح للمصور إمكانية رؤية النتيجة في الحال وتمكنه أيضا من تدارك الكثير من الأخطاء في اللقطة التالية، وخاصة أنها لا تقيد الريبورتاج الفوتوغرافي على 24\36 من فيلم التصوير.

### الارتداد المبعثر
توجد عملية أخرى معقدة تنشأ من ظاهرة الارتداد المبعثر والتي تظهر عندما ينعكس أو ينتشر ضوء الفلاش بسبب الأتربة والبلانكتون . وعلى الرغم من أنه يبدو واضحا أن الماء يحتوي على كمية كبيرة من هذه الجزيئات التي لا تُرى بالعين المجردة فإن التقنية المفضلة لاجتناب ظاهرة الارتداد المبعثر هي وضع الفلاش بعيدا عن المستوى الرئيسي لآلة التصوير الفوتوغرافي حيث توضع بطريقة لا تؤدي إلى إضاءة المياه أمام العدسات ولكن فقط أمام الشيء المراد تصويره. وللحصول على هذه النتيجة فإن الآلات المناسبة التي تدعم الفلاش وتكون أحيانا قابلة للتفكيك تستلزم الاتصال بأطوال كبيرة من كابلات التوصيل وفي حالة استخدام عدسة المكرو يستطيع المصور استخدام الفلاش بطريقة هادئة حيث يكون الشيء المراد تصويره على حدة بعيد من الارتداد المبعثر وخاصة أن ضوء الشمس يكون غالبا غير كافٍ لجعلها مليئة بالدقة.

### حلول بديلة

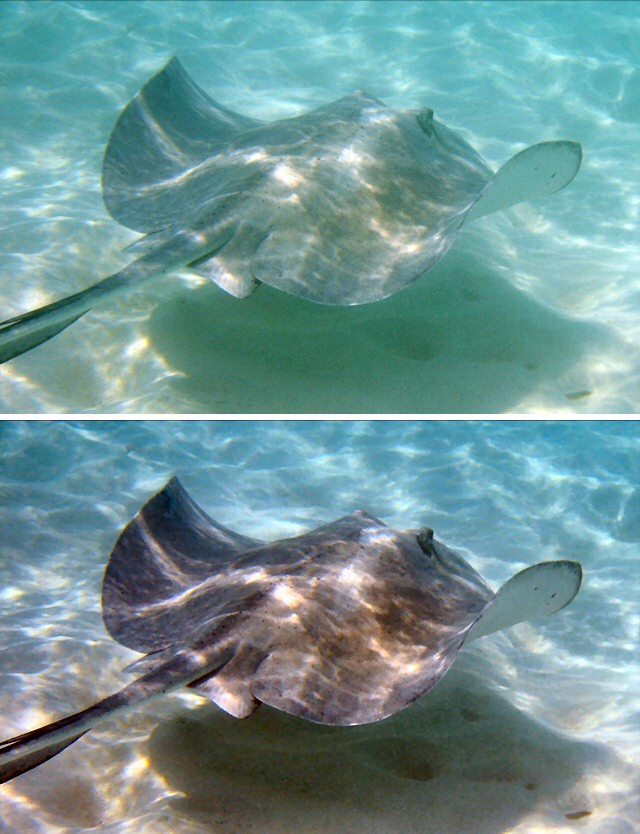
200pxj,توضيح الاختلاف لصورة ملتقطة تحت الماء لسلالة من الأسماك فالأولى (الأعلى) والثانية (الأسفل) توضح مرحلة ما بعد الإنتاج مع استخدام برامج تحرير الصور.

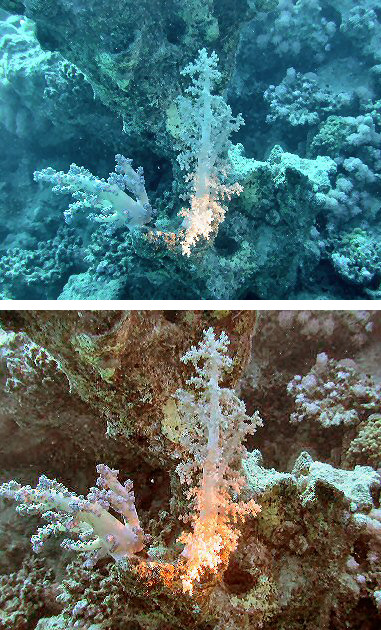
يتضح الفرق بيت الصورتين الملتقطتين من حيث درجة حرارة اللون حوالي 6000 ك بالنسبة للصورة الأعلى و 4200 ك بانسبة للصورة الأسفل.

وجد الكثير من التجارب لاجتناب استخدام الفلاش وذلك بسبب العيوب الكثيرة التي به :حيث من الناحية النظرية، تبين أن استخدام فلاتر تصوير فوتوغرافي مناسبة يمكن أن يقلل من عنصر اللون الأزرق بالصورة ولكنه ليس بكفاءة بنسبة 100% ، حيث في الواقع يتغير مقدار هذا العنصر مع العمق وأيضا مع حدة الماء وبالتالى فإنه يوجد بين فروق كبيرة بين الصورة وعكسها وتتضمن الكثير من الكاميرات الديجيتال الإمكانيات التي يمكن من خلالها تصحيح دقيق للألوان ولكنها تسبب الكثير من المشكلات ومنها على سبيل المثال، الصورة المتحركة تجاه الجزء الدافئ من الخيال المرئي تؤدي إلى وجود خلفية ذات لون بنفسجي أو لون وردي وتبدو كأنها غير طبيعية لمن ينظر إليها.
ويتم الحصول على النتائج الجيدة من خلال استخدام الفلاتر مع شكل ال RAW في كاميرة ذات كفاءة عالية أو متطورة والتي تجعل مرحلة ما بعد الإنتاج أكثر عمقاً، وهذا المنهج يقتصر على عمق محدد من الماء حيث من ناحية لا يؤدي إلى فقدان كبير للون ومن ناحية أخرى يعتبر مفيد جدا في حالة المواضيع الكبيرة كما في حالة السفن المحطمة والتي لا تكون مضيئة بشكلٍ كافٍ باستخدام الفلاش فقط . على الرغم من أن الكاميرات الديجيتال في الكثير من صفات التصوير تحت الماء فإنه من الممكن أن يتم القضاء على استخدام الفلاش، لكنه من الناحية الجمالية غالباً يكون الفلاش ضروري لجعل محتوى الصورة واضح بالإضافة إلى أن مشكلة فقدان اللون والاختلاف لا يمكن أن تعالج من خلال السوفت وير كبرنامج Adobe Photo Shop وبرنامج PaintShOPPRO0 .

## معدات للماء

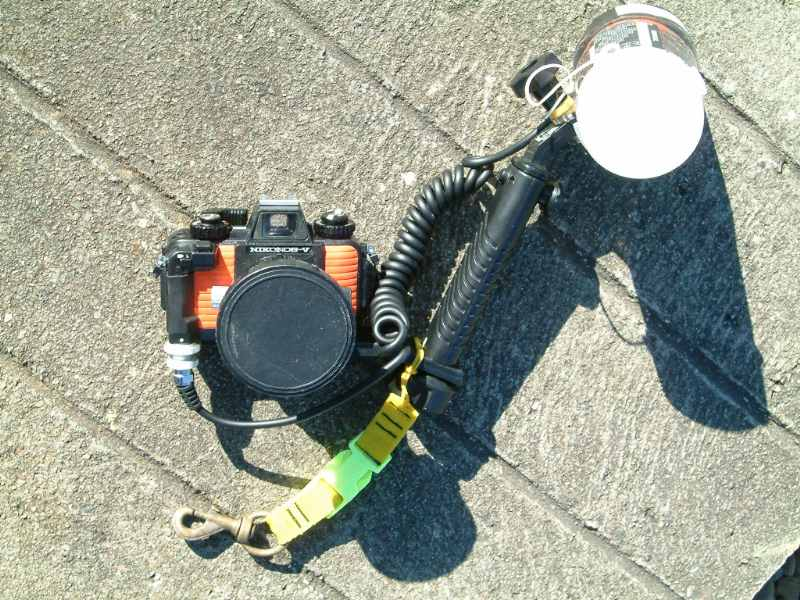
نموذج من نيكونس'.

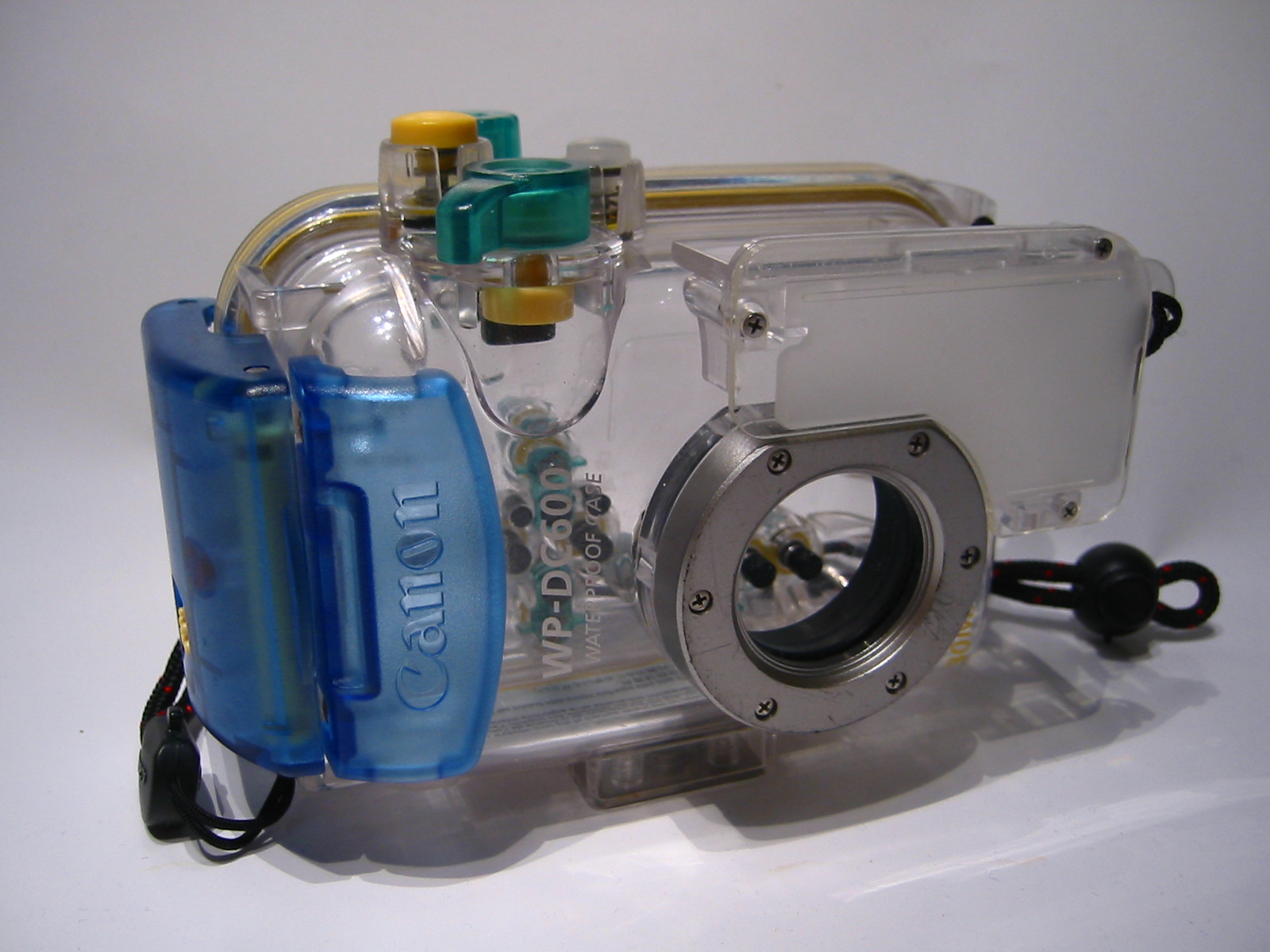
السكن تحت الماءلكاميرا كانون الرقمية.

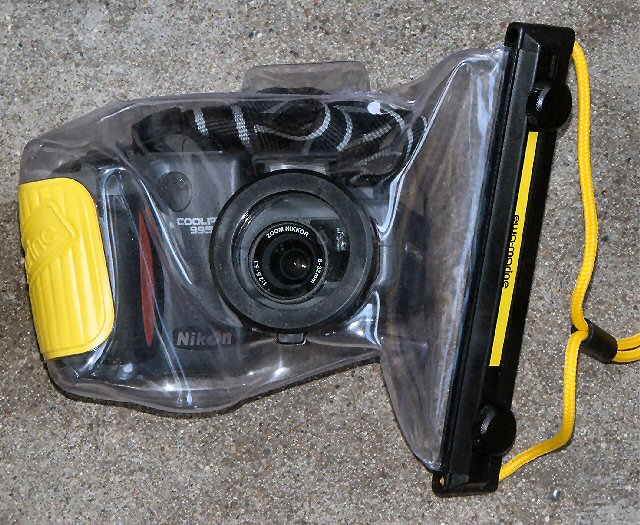
تعتبر نيكون كولبيكسE-955لينة عند السكن تحت الماء.

يجب أن تكون المعدات للتصوير تحت الماء ذو سمة أساسية لكونها مستنقع تماما، ويجب أن تكون قادرة على تحمل الضغط تحت الماء . يمكن استخدام لهذا الغرض له ماء مثل النيكونوس المصممة خصيصا الاستخدام تحت الماء أو في كثير من الأحيان، يمكن استخدام كاميرا عادية (ديجيتال أو فيلم) داخل حفاظة تحت الماء . هذا الحل الأخير لديه العديد من المزايا، بما في ذلك إعادة استخدام جهازك أم تحت الماء أو إما للتصوير العادي، وذلك لتكون قادرة على استخدام أي عدسة في معداتهم . في الواقع، سيستخدم المصور تحت الماء عدسات مكبرة فقط أو ماكروا، بسبب من الأسباب المذكورة أعلاه.
و قد تم وضع جميع الحفاظات تحت الماء على مقبض اليد في غلاف لكي تكون قادرة غلى تشغيل وظائف الجهاز ووصلات الفلاش الخارجي ( كما سيتم تغطيه هذا وسيصبح غير فعال داخل الحفاظة ) . كما كان لنيكونوس فإن الحفاظات هي الماء، التي تم الحصول عليها مع استخدام طبقات من السيليكون في جميع النقاط الحرجة.

### المشاكل
هناك بعض المشاكل البصرية تتعلق باستخدام الحفاظات تحت الماء . بسبب الانكسار من خلال الغلاف سيتم تشوية الصورة، وخاصة في حالة استخدام عدسات مكبرة.
ويكمن الحل في استخدام عدسات خاصة بهدف تصحيح التشوية . يضع العديد من الشركات المصنعة هذة العدسات مباشرة في الحفاظة، عادة ما تكون محددة لنوع معين من الكاميرا، وعلى العكس يوفر آخرين عدسات خاصة وفقا للغرض المستخدم . و هناك مشكلة أخرى تحدث مع الكاميرات ( الديجيتال أو الفيلم ) ( وخصوصا مع الميثاق ) و مع ذلك لم يوجد غالبا زواية واسعة . و لحل هذة المشكلة يمكن استخدام بصريات اضافية (تكميلية) للتعويض عن هذا النقص . مع عدسات الماكروا، أن التشوية الناجم عن الانكسار يكون على العكس صئيل، وعادة يمكن تجنب استخدام عدسة على الغلاف . في الواقع، أن الانكسار يزيد من التكبير للعدسة، الأمر الذي يكون لصالح المصور في حالة وجود مواضيع للتصوير صغيرة جدا.

## التصوير ( أعلى / أسفل )

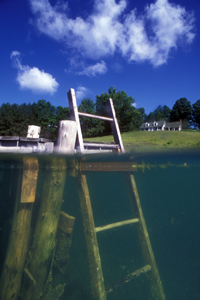
رصيف مصور في ولاية فيرمونت الأمريكية بتقنية التصوير أعلى / أسفل '.

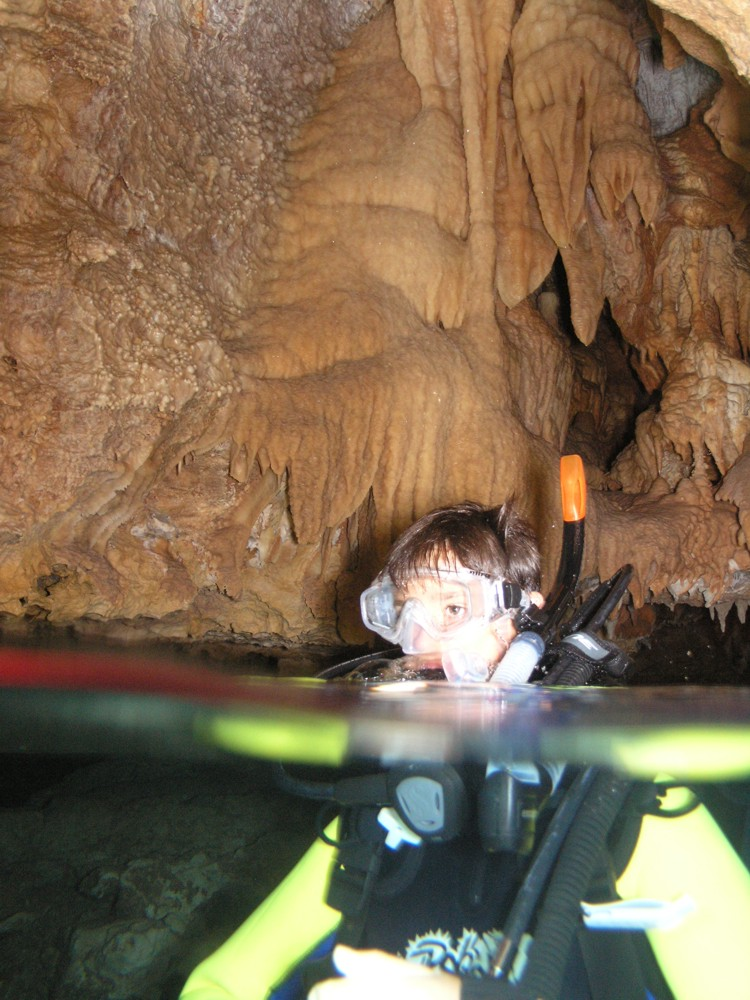
تصوير بحيرة داخل مغارة أشباح في ألغيرو بواسطة تقنية التصوير أعلى / أسفل (وعند ملاحظة جسم الغواص يظهر الجزء المغمور أكثر وضوحا وأكثر ثباتا

يوجد نوع آخر من التصوير وهو بمثابة جزء من التصوير تحت الماء وهو المعروف في اللغة الإنجليزية ب (أعلى /أسفل ) أو (انقسام الصورة ) : وذلك لأن التصوير الفوتوغرافي يعتمد على التقاط نصف الصورة فوق مستوى الماء والنصف الآخر تحت مستوى الماء.
وقد قدم هذه التقنية المصزر بالجمعية الجغرافية الوطنية ديفيد دوبليت وذلك لإعادة التقاط المشاهد فوق وتحت سطح الماء بصورة عصرية . ويعتبر هذا النوع من التصوير شائعا في المجلات الخاصة بالتصوير تحت الماء والتي توضح الغواصين عادة يسبحون تحت قارب أو بالقرب من الشعاب المرجانية، وتعتمد التكلفة على حسب عمق التقاط الصورة .ويقدم نوع التصوير ( أعلى / أسفل ) المزيد من التحديات مقارنة بالتحديات التي تظهر خلال التصوير العادي تحت الماء.
وبطريقة طبيعية، يتم استخدام عدسة واسعة الزاوية بنفس الطريقة التي تستخدم بها من أجل التصوير تحت الماء لكن التعرض للتصوير فوق الماء سيكون أكثر صعوبة من التصوير تحت الماء. وإضافة إلى ذلك، يجب مواجهة مشكلة انكسار الضوء في أي جزء تحت الماء وكيفية تأثير هذا بالسوء نسبة إلى خارج الماء. وفي هذا الصدد، هناك بعض المنتقيات الفوتوغرافية الخاصة التي تستخدم للتغلب على كلتا المشكلتين.
وبالإضافة إلى ذلك، يجب أن نأخذ في الاعتبار اختلاف رؤية الأبعاد والتي تؤدي إلى ظهور الجزء الاسفل من المياه قريب جداً نسبيّاً وفي هذه الحالة يجب مواجهتها بالتقاط لقطة مزدوجة للمناطق المظلمة والمنعكسة مع تكبير نسبي متباين وهو شيء معقد جداً وصعب التنفيذ. وأيضاً يستخدم تحرير الصور الرقمي (الديجيتال) لربط صورتين مع تواجد لتأثير الصورة (أعلى /أسفل).

## التصوير الفوتوغرافي والرقمي (الديجيتال)
منذ ظهور التصوير الرقمي، ظهر جدل حول اختلافات نوعية وتقنية التصوير خصوصا فينا يتعلق بالنتائج التي تم الحصول عليها وذلك في مجال التصوير تحت الماء مثله مثل التصوير العادي.
ولا تزال الآراء متنافرة: فالبعض يؤيد أن التصوير الرقمي لم يصل بعد إلى مستويات نوعية التصوير الفوتوغرافي، بينما آخرين على العكس تماما من ذلك 0 ويبقى الموقف في مجال تصوير الفيديو رمزياً : حيث يتم استخدام كاميرا فيديو في التصوير التلفزيوني وذلك للدعم المغناطيسي أو الإلكتروني، بينما يتم استخدام كاميرا سينمائية في أغلب الأحيان من أجل تصوير الأفلام.
وإضافة إلى ذلك، عند تصوير الأجسام المتحركة، يوجد تأخر، ولو بسيط، بين لحظة الالتقاط ولحظة الحصول على الصورة وذلك عند استخدام الكاميرت المتطورة.
وأحياناً، هذا يمثل خطر فقدان اللحظة المناسبة للإلتقاط، وعلى سبيل المثال عند التقاط صورة لسمكة تتحرك عند لحظة الالتقاط .وللتغلب على هذه المشكلة خصوصا في مسابقات مطاردة الصورة، هناك مجموعة من العوامل مثل (إستعداد بؤرة الكاميرا، نقاء العدسة، التأطير السينمائي....... إلخ) مع تحديد آلة تصوير تقليدية مع استخدام بدلة غطس.
وبفضل التصوير الرقمي، أصبح التطبيق العملي مؤكد بدون انتظار تطوير التصوير الفوتوغرافي، مع إمكانية الحصول الفوري على الصور النهائية وأيضاً بكميات كبيرة وذلك حسب الذاكرة المتوفرة.
على العكس، قد يتم الحصول على حوالي 40 لقطة من خلال شريط التصوير الفوتوغرافي. وهناك ميزة أخرى ملحوظة ساهمت في انتشار الكاميرات الرقمية وهي القدرة على الحكم على الصور تحت الماء منذ لحظة الالتقاط وأيضاً بتكليف قليل للمعدات.

## معرض الصور
| - الحديقة الوطنية لبحيرات بلتيفيتش في كرواتيا. - .صورة لمياه جزر موريشيوس بواسطة نيكونس - أسماك العصفور الأمبراطورة. - صورة ملتقطة لمجموعة من الغواصين |

## مواضيع ذات صلة
- التصوير
- تحت الماء

## وصلات خارجية
- (بالإنجليزية) Underwater photography
- (بالإنجليزية) Underwaterphotography.com
- (بالإنجليزية) X-Ray مجلة الغوص العالمية